# 719 до н. е.

## Події
Після трирічної облоги цар Тіру Елулай підкоряється Ассирії та погоджується платити данину.